# Корноваць (гміна)
Гміна Корноваць (пол. Gmina Kornowac) — сільська гміна у південній Польщі. Належить до Рациборського повіту Сілезького воєводства.
Станом на 31 грудня 2011 у гміні проживало 4970 осіб.

## Територія
Згідно з даними за 2007 рік площа гміни становила 26.30 км², у тому числі:
- орні землі: 81.00%
- ліси: 10.00%

Таким чином, площа гміни становить 4.83% площі повіту.

## Населення
Станом на 31 грудня 2011:
| Опис     | Загалом | Загалом | Чоловіки | Чоловіки | Жінки | Жінки |
| -------- | ------- | ------- | -------- | -------- | ----- | ----- |
| одиниця  | осіб    | %       | осіб     | %        | осіб  | %     |
| все      | 4970    | 100     | 2445     | 49.20    | 2525  | 50.80 |
| міське   | 0       | 100     | 0        |          | 0     |       |
| сільське | 4970    | 100     | 2445     | 49.20    | 2525  | 50.80 |

## Сусідні гміни
Гміна Корноваць межує з такими гмінами: Лискі, Любомія, Пшув, Рацибуж.